# دروزان السفلي (سقز)
قرية دروزان السفلي (بالكردية: دەرۆزان خواروو) هي إحدى القرى التابعة لـصاحب في ريف قسم زيويه من مقاطعة سقز، في محافظة كردستان الإيرانية.

## السكان
حسب إحصاءات سنة 2006، بلغ إجمالي السكان في دروزان السفلي 190 نسمة وعدد المساكن 34 مسكن. لغة سكان دروزان السفلي هي اللغة الكردية و هم من أهل السنة والجماعة والمذهب الشافعي.